# Српска православна црква у Коморану
Српска православна црква у Коморану је једини српски православни храм на тлу данашње Словачке. Црква је посвећења Ваведењу Пресвете Богородице и под јурисдикцијом је Православне цркве чешких земаља и Словачке. Црква је смештена на ободу старог градског језгра, близу Дунава, који је овде граница ка суседној Мађарској.

## Историјат
Данашња црква је из 18. века, али су раније досељени Срби имали и претходну богомољу из 1511. године. Тада је основано прво парохијско звање. Црквене матрикуле су заведене у 1/2 18. века.
Коморанци су чували стари црквени златан печет, тежак 100 грама, на којем је на ћирилици писало: " † с.п.Коморан, с.ц. Ваведења, 17. мај 1511." године. У цркви се 1905. године поред печета налазило више старина и сакралних уметнина. Најважнија је чини се икона "Образ Пресвете Богородице" из доба српског цара Стефана Душана. Вредна је златом извезена плаштаница из 1693. године, и старо јеванђеље у златним корицама, процењено на 1000 к. Камен-темљац данашње цркве рађене у "обичном стилу", положио је будимски владика Дионисије Новаковић 10. октобра 1756. године. Црква у барокном стилу је коначно завршена 1770. године.
Црква је у садашњем облику од 1851. године, када је урађена обнова претходно изгорелог торња. Године 1905. се каже да је у врло добром стању, споља и изнутра, а сталног пароха нема. У порти која је уређена налази се више старих споменика, попут оног генерала Давидовића из 1818. године. У месту је било само осам кућа са укупно 32 душе.
Егзарх Василије имао је столицу у Коморану.
Парох коморански Алекса Драгић (ту и 1867) скупио је прилог од тамошњих Срба, за покривање трошкова Текелијине прославе. Те 1861. године дао је Коморан 22 ф, 1 дукат и 1 талир. Он је 1862. године био претплатник часописа "Даница" из Новог Сада. Тада је у парохији његовој било педесетак православних душа.
После Првог светског рата српска заједница у граду је сведена на свега пар душа, па је црква више деценија била ван намене. Последњих година црква је обновљена, а недељом и празницима се редовно одржавају богослужења.

## Значај
Српска православна црква у Коморану чува збирку вредних верских предмета и поседује богато украшен рококо иконостас.